# Adolph Werl

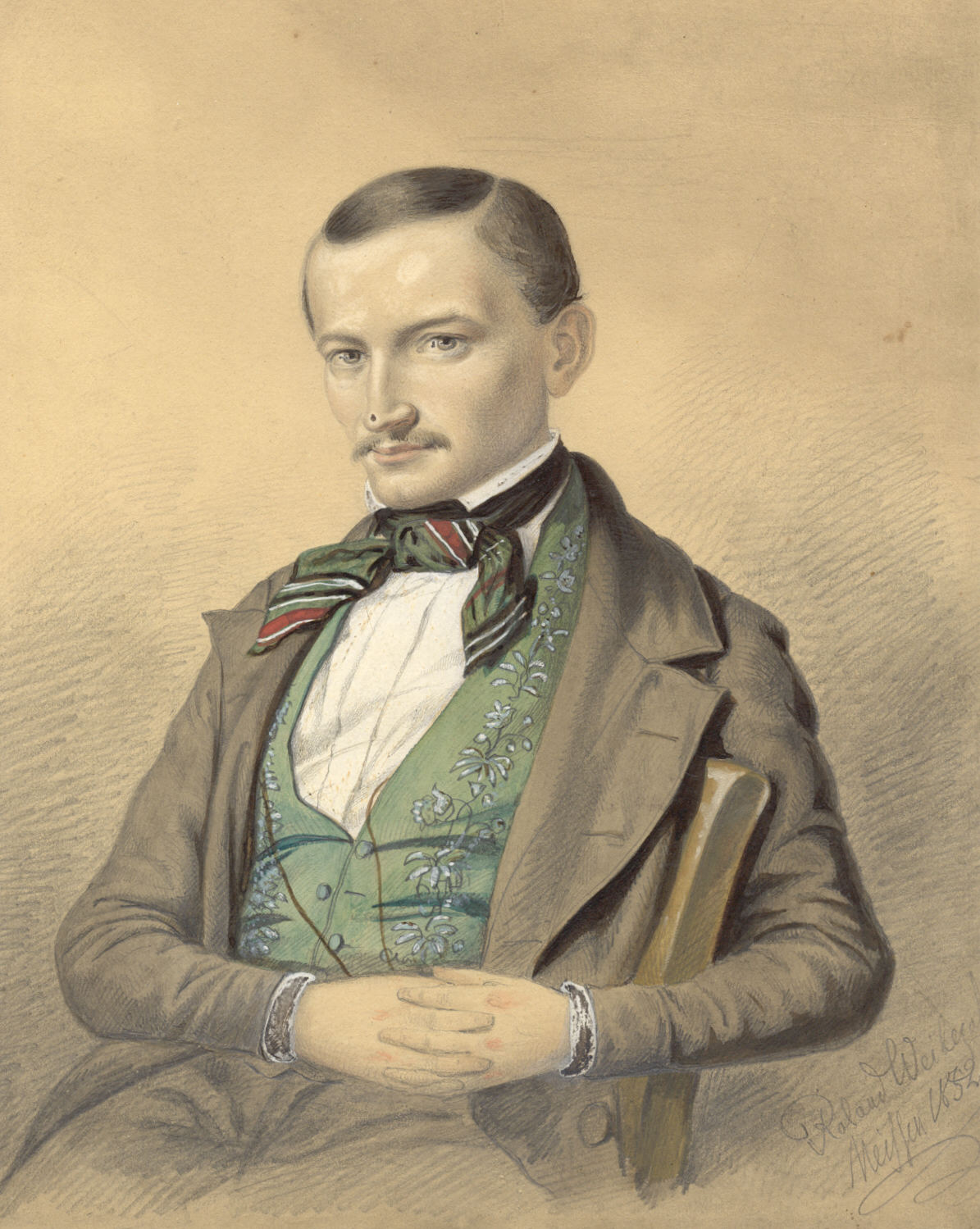
Adolph Werl, 1832, Zeichnung von Roland Weibezahl (1817–1871)

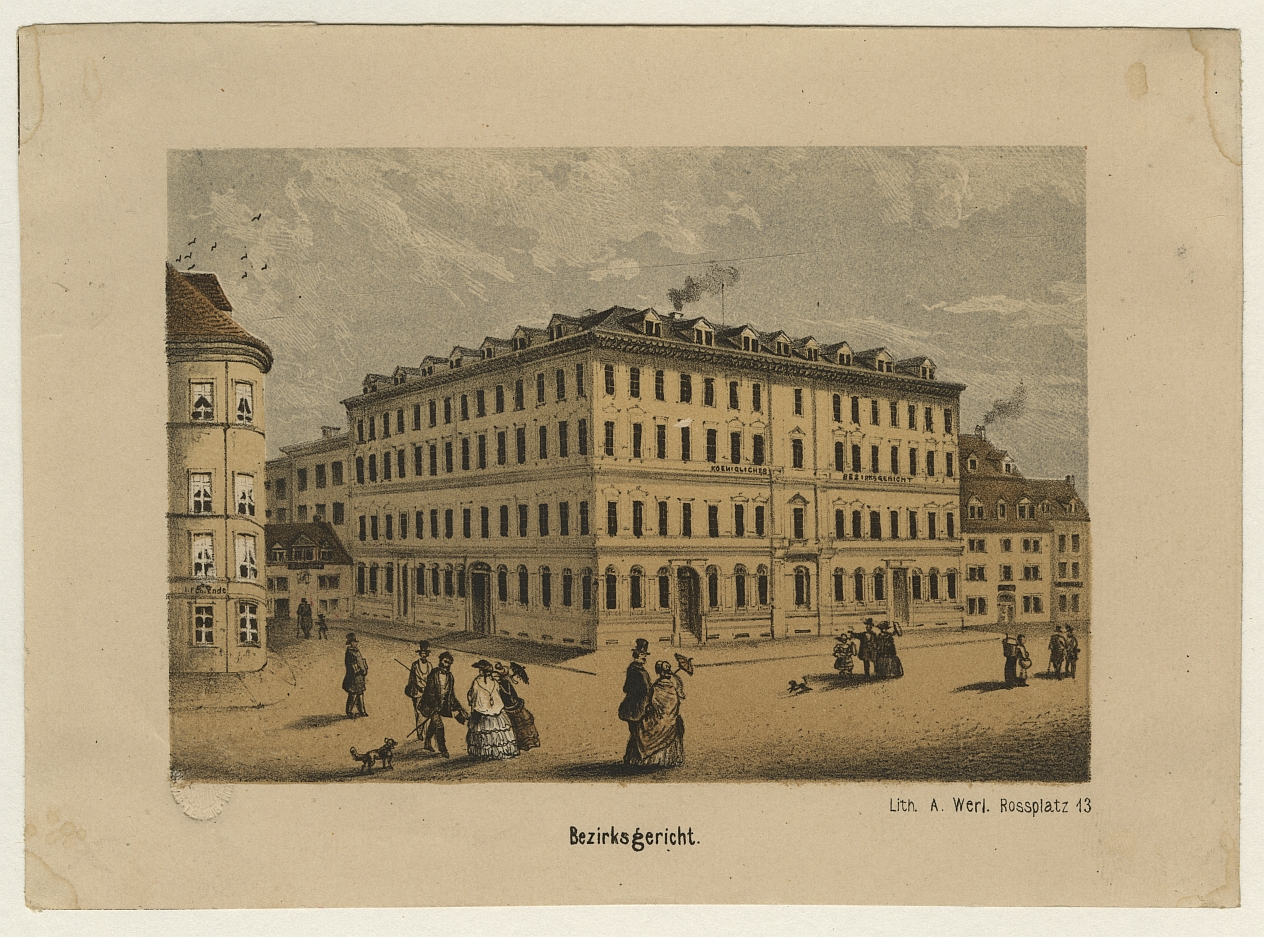
Bezirksgericht Leipzig, Lithografie von Werl, um 1860

Adolph Wilhelm Werl (* 4. September 1824 in Leipzig; † 25. Februar 1885 ebenda) war ein deutscher Buchhändler, Verleger, Autor und Lithograf, der vor allem für seine Leipziger Stadtansichten aus der Mitte des 19. Jahrhunderts bekannt geworden ist.

## Leben
Werl war der Sohn von Johann Friedrich Werl (1790–1868), Obermeister der Leipziger Kürschnerinnung und Hauptmann der örtlichen Kommunalgarde. Nach dem Besuch der 1. Bürgerschule erlernte er von 1839 bis 1843 bei Friedrich Fleischer (1794–1863) den Beruf des Buchhändlers. Von 1844 bis 1852 arbeitete er als Gehilfe in einer Buchhandlung in Bautzen, nach einem einjährigen Aufenthalt in Meißen machte er sich 1853 in Grimma als Sortimentsbuchhändler selbstständig. Hier freundete er sich auch mit dem Schriftsteller Ferdinand Stolle an. Nach zwei Jahren gründete Werl ein neues Verlagsunternehmen mit Sitz in Grimma und Leipzig und veröffentlichte erstmals Lithografien.
1857 siedelte er mit seiner im Jahr zuvor geheirateten Frau Marie, geborene Meyer, nach Leipzig über. Ab dann war er dort als mehrere Jahre lang als Verlagsbuchhändler und Antiquar tätig und betrieb eine lithografische Anstalt. Vermutlich angeregt durch seine Bekanntschaft mit dem Künstler Christian Karl August Schieferdecker (1823–1878) begann Werl auch zu zeichnen. Seine verlegerischen Schwerpunkte bestanden aus der Herausgabe von zahlreichen Einzellithographien (vornehmlich Stadt- und Gebäudeansichten Leipzigs), reich illustrierten Büchern und Bildbänden sowie Stadtplänen. 1862 gab er seine Verlegertätigkeit nach geschäftlichen Schwierigkeiten auf. Nach einem mehrmonatigen Schweiz-Aufenthalt siedelte er mit seiner Familie nach Wurzen über, hier betrieb er von 1864 bis 1872 eine Buch- und Kunsthandlung. 1872 kehrte er mit seiner Familie nach Leipzig zurück und arbeitete bis zu seinem Tod als Antiquar. Werl starb am 25. Februar 1885 an einem Herzinfarkt.
Ein Großteil des Werlschen Familiennachlasses sowie mehrere hundert seiner Lithografien befinden sich im Stadtgeschichtlichen Museum Leipzig.
Die Kirchenhistorikerin Elisabeth Werl war die Enkelin Adolph Werls.

## Schriften
- Terminologie des Buchhandels, nebst Anhang über die im Buchhandel vorkommenden Abbreviaturen. Werl, Grimma / Leipzig 1857 (books.google.de)
- Robinson’s Stammbaum. Eine Skizze der Robinson-Jugendliteratur. Nebst einer Abfertigung der Herren Julius Petzholdt und Emil Hallier. Mit 1 Robinson Stammtafel. 2. Auflage, Verlag der Expedition des Campeʹschen Robinson, Leipzig 1862 (books.google.de).